# Made en Drimmelen

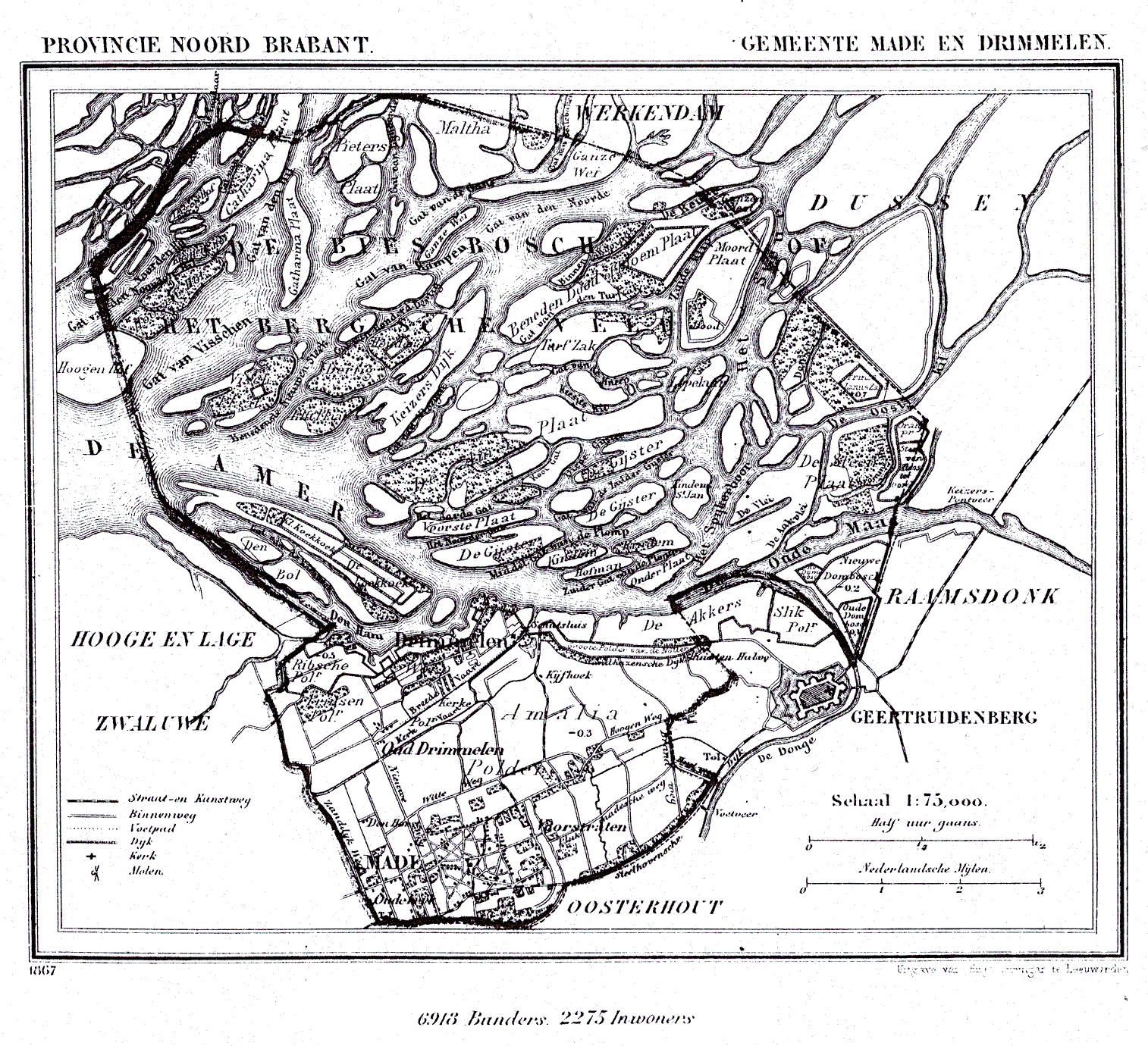
Carte de Made en Drimmelen en 1867

Made en Drimmelen est une ancienne commune néerlandaise de la province du Brabant-Septentrional, située dans le nord-ouest de la province.
En 1840, Made en Drimmelen comptait 283 maisons et 1 789 habitants.
Made en Drimmelen était située sur la rive gauche de l'Amer, au sud du Biesbosch, dont une partie importante faisait partie du territoire de la commune. Elle était constituée des villages de Drimmelen et de Made. Drimmelen a un petit port sur l'Amer.
La commune a existé jusqu'au 1er janvier 1997, date de son rattachement à Made, nouvelle commune créée par la fusion de Hooge en Lage Zwaluwe, Made en Drimmelen et Terheijden. Dès 1998, la commune de Made est renommée en Drimmelen, nom plus connu au niveau national.